# Saint-Hilaire (Haute-Garonne)
Saint-Hilaire település Franciaországban, Haute-Garonne megyében. Lakosainak száma 1726 fő (2022. január 1.). Saint-Hilaire Lherm, Le Fauga, Lavernose-Lacasse és Muret községekkel határos.

## Népesség
A település népessége az elmúlt években az alábbi módon változott:
| Lakosok száma | 315  | 459  | 504  | 932  | 1069 | 1110 | 1219 | 1373 | 1571 | 1726 |
|               | 1968 | 1982 | 1990 | 2006 | 2013 | 2015 | 2017 | 2019 | 2020 | 2022 |